# Харитоненко Герасим Омелянович
Гера́сим Омеля́нович Харито́ненко (нар. бл. 1781 — пом. після жовтня 1849) — сумський купець, засновник роду Харитоненків. Батько цукрозаводчика Івана Герасимовича Харитоненка.

## Короткі відомості
Герасим Харитоненко народився близько 1781 в родині Омеляна Харитоненка.
В 1811—1835 роках він був військовим обивателем слободи Нижня Сироватка Сумського повіту Харківської губернії. Був обраний волосним головою цієї слободи, за одними даними, у 1820-х роках, за іншими — у 1839 році.
В 1849 року Герасим Харитоненко отримав статус купця 3-ї гільдії.
Помер між жовтнем 1849 року — листопадом 1855 року.

## Сім'я
Був одружений з Варварою Іванівною Харитоненко (нар. 1783). Мав десятеро дітей:
- - Марія Герасимівна Харитоненко — народилась 9 червня 1810 в слободі Нижня Сироватка Сумського повіту Харківської губернії. Померла після 1870. Чоловік (з 17 травня 1829) — обиватель слободи Нижня Сироватка Дмитро Петрович Плачковський (народився бл. 1806).
  - Домна Герасимівна Харитоненко — народилась 8 січня 1812. Охрещена наступного дня за православним обрядом в Архангело-Михайлівській церкві слободи Нижня Сироватка Сумського повіту Харківської губернії. Хрещеними батьками були: обиватель цієї ж слободи Іван Федорович Клименко та дружина протоієрея — Пелагія Степанівна Томашевська. Чоловік — Дмитро Опанасович Коротенко — обиватель слободи Нижня Сироватка.
  - Іван Герасимович Харитоненко (старший) — народився 1 березня 1813. Його охрестили наступного дня за православним обрядом в Архангело-Михайлівській церкві слободи Нижня Сироватка Сумського повіту Харківської губернії. Хрещеними батьками хлопця були слобідський поміщик Микола Мойсейович Іванов і дружина протоієрея — Пелагія Степанівна Томашевська. Помер Іван у дитячому віці 4 травня 1817 року.
  - Матвій Герасимович Харитоненко — народився 9 серпня 1814. Охрещений 11 серпня 1814 за православним обрядом в Архангело-Михайлівській церкві слободи Нижня Сироватка Сумського повіту Харківської губернії. Хрещеними батьками були: обиватель цієї ж слободи Іван Федорович Клименко та дружина протоієрея — Пелагія Степанівна Томашевська. Сумський купець 3-ї гільдії.
  - Дем'ян Герасимович Харитоненко — народився 1 листопада 1818. Охрещений наступного дня за православним обрядом в Архангело-Михайлівській церкві слободи Нижня Сироватка Сумського повіту Харківської губернії. Хрещеними батьками були: казенний обиватель Іван Федорович Клименко та дружина протоієрея — Пелагія Степанівна Томашевська. У кінці 1860-х — на початку 1870-х рр. проживав у м. Глухів Чернігівської губернії, будучи, торговельним представником свого брата — І. Г. Харитоненка (молодшого) в цьому краї.
  - Тимофій Герасимович Харитоненко — помер у дитячому віці.
  - Павло Герасимович Харитоненко — помер у дитячому віці в 1820.
  - Лев Герасимович Харитоненко — народився 18 лютого 1820. Охрещений наступного дня за православним обрядом в Архангело-Михайлівській церкві слободи Нижня Сироватка Сумського повіту Харківської губернії. Хрещені батьки: обиватель Іван Федорович Клименко та дружина протоієрея — Пелагія Степанівна Томашевська. Помер у дитячому віці.
  - Іван Герасимович Харитоненко (молодший) — народився 7 жовтня 1822 р., названий на честь старшого померлого брата. Цукрозаводчик, меценат.
  - Ганна Герасимівна Харитоненко — народилась 3 лютого 1824 р. Охрещена наступного дня в Покровській церкві слободи Нижня Сироватка Сумського повіту Харківської губернії. Хрещеними батьками були: обиватель цієї ж слободи Іван Федорович Клименко та дружина протоієрея — Пелагія Степанівна Томашевська. Померла немовлям 17 травня 1824 р.